# Mika Freitag
Mika Freitag (* 15. Februar 2006) ist ein deutscher Basketballspieler.

## Werdegang
Freitag gewann in der Altersstufe U12 mit der Jugend des EBC Rostock (später Rostock Seawolves) das Göttinger Miniturnier. Später spielte er für die Rostocker in der Jugend-Basketball-Bundesliga (JBBL) und stand 2022 im JBBL-Endspiel (85:99-Niederlage gegen Ulm). Er wurde Mitglied der Vereinsmannschaft in der Nachwuchs-Basketball-Bundesliga (NBBL). In der Saison 2022/23 gewann Freitag mit der zweiten Rostocker Herrenmannschaft den Meistertitel in der 2. Regionalliga Nord. Ende April 2023 wurde er von Trainer Christian Held erstmals in einem Bundesligaspiel eingesetzt.